# Ultar Sar
Ultar Sar, Ultar, Ultar II oder Bojohagur Duanasir II ist der südöstlichste Hauptgipfel des Batura Muztagh, eines Teilbereichs des Karakorum.
Er liegt ungefähr 10 km nordöstlich von Karimabad, einer Stadt am Karakorum Highway im Hunzatal in der autonomen Region Gilgit-Baltistan im Norden Pakistans. Obwohl er nicht zu den höchsten Gipfeln des Karakorums gehört, erscheint er durch seine steil aufragenden Wände und Flanken gegenüber dem umliegenden Terrain sehr dominant. Seine Südflanke erhebt sich mehr als 5300 m über den Fluss Hunza.

## Besteigungsgeschichte
Der Ultar Sar zog in den 1990er Jahren die Aufmerksamkeit auf sich, weil er als der vermutlich höchste unbestiegene eigenständige Gipfel der Welt angesehen wurde. Dies ist jedoch in Hinsicht auf den unbestiegenen Gangkhar Puensum in Bhutan falsch, da dieser höher ist und wegen eines Verbots in nächster Zeit unbestiegen bleiben wird. Während der 1980er und 1990er Jahre versuchten mehr als 15 Expeditionen den schwierig zu besteigenden Gipfel zu erreichen, wobei viele erfolglos waren und mehrere Bergsteiger verletzt wurden oder starben.
Die ersten zwei Versuche wurden im Juli 1996 durch zwei getrennte japanische Expeditionen unternommen; die erste Gruppe (von der Tokai Abteilung des japanischen Alpenklubs) wurde durch Akito Yamazaki, und die zweite von Ken Takahashi geführt.
Die erste Seilschaft umfasste Yamazaki und Kiyoshi Matsuoka. Sie erreichten den Gipfel am Morgen des 11. Julis von Südwesten im Alpinstil; bei ihrem Aufstieg waren sie nachts unterwegs, um die Gefahr von herabfallenden Felsen oder Eis zu vermeiden. Beim Abstieg gerieten sie in einen heftigen Sturm, der sie dazu zwang, mehrere Tage ohne Essen zu biwakieren. Im Basislager angekommen starb Akihito Yamazaki an der Höhenkrankheit und Erschöpfung (Kiyoshi Matsuoka verunglückte ein Jahr später auf dem nahe gelegenen Bublimotin).
Die zweite Seilschaft bestand aus Takahashi und vier anderen: Masayuki Ando, Ryushi Hoshino, Wataru Saito und Nobuo Tsutsumi. Sie bestiegen den Südkamm. Seit 1996 hat es keine erfolgreichen Aufstiege zum Gipfel mehr gegeben.

## Nebengipfel und Gletscher
Ein westlicher Nebengipfel des Ultar Sar ist der Bojohagur Duanasir (7329 m), welcher 1984 von einer japanischen Gruppe bestiegen wurde. Entlang des Südwestkamms des Massivs befinden sich der Hunza Peak (6270 m) und die Felsnadel Bublimotin (Ladyfinger Peak). Im Ostgrat ragt eine weitere markante Felsnadel auf, der Gulmit Tower.
Die Gletscher, die die Hänge des Massivs entwässern, sind im Uhrzeigersinn von Norden beginnend: der Ghulkin-Gletscher, der Gulmit-Gletscher, der Ahmad-Abad-Gletscher, der Gletscher von Ultar und der Hasanabad-Gletscher (einige von diesen haben mehrere Namen.)

## Nachbargipfel

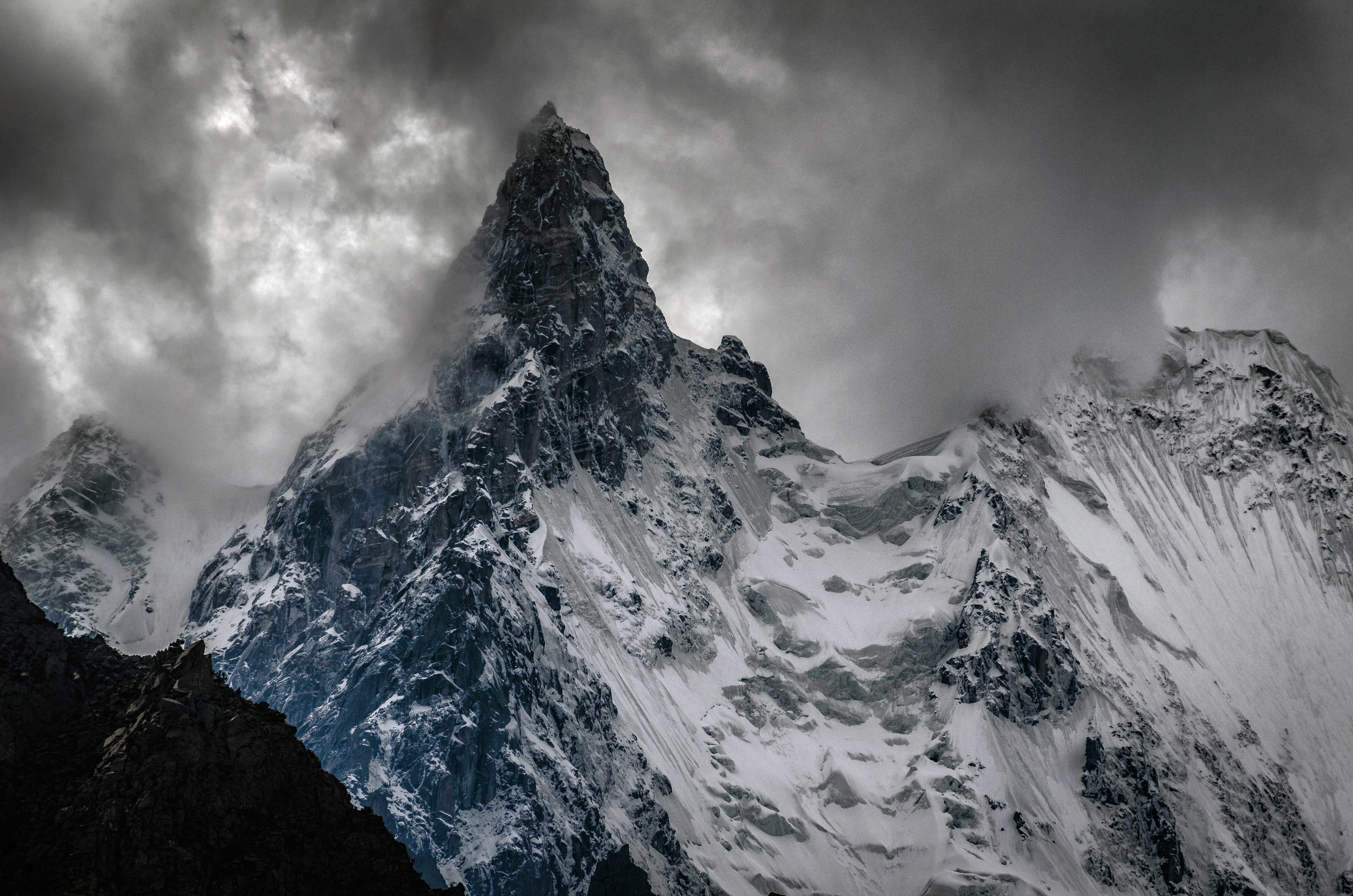
Der Gulmit Tower im Ostgrat des Ultar Sar.

Im Nordwesten liegt verbunden mit dem Nordgrat des Bojohagur Duanasir als nächster Nachbar der pyramidenförmige Shispare (7611 m). Jenseits des Hunzatals liegen im Osten Lupghar Sar (7200 m) und Momhil Sar (7343 m) im Hispar Muztagh.